# Asplundia acuminata
Asplundia acuminata là một loài thực vật có hoa trong họ Cyclanthaceae. Loài này được (Ruiz & Pav.) Harling miêu tả khoa học đầu tiên năm 1954.